# 서문여자고등학교
서문여자고등학교(瑞文女子高等學校)는 대한민국 서울특별시 서초구 방배동에 위치한 사립 고등학교이다.

## 학교 연혁
- 1972년 6월 17일 : 서문여자고등학교 예비인가
- 1972년 12월 24일 : 현 본관 중심부 완공(연면적 2,347m2)
- 1972년 12월 29일 : 서문여자고등학교 본 인가(각 학년 10학급), 초대 교장 설립자 조서희 선생 취임, 학교법인 배문학원을 학교법인 성산학원으로 명칭 변경
- 1973년 3월 5일 : 서문여자고등학교 개교식 및 제1회 입학식(610명)
- 1973년 11월 13일 : 현 본관 증축공사 준공 (연면적 6,707m2)
- 1975년 5월 30일 : 별관 교사 준공 (연면적 2,871m2)
- 1975년 9월 9일 : 서문여자고등학교 체육관 <성산관> 준공 (연면적 1,204m2)
- 1976년 2월 28일 : 제1회 졸업생 585명 배출
- 1977년 6월 13일 : 생활관 준공 (연면적 2,149m2)
- 1994년 2월 21일 : 설립자 성산 조서희 선생 동상 제막
- 2001년 7월 2일 : 학교급식시설 및 매점 증축 (연면적 321m2)
- 2011년 1월 27일 : 성산관 준공(연면적 4,746m2)
- 2011년 5월 16일 : 학교법인 성산학원 제5대 이사장 조하급 박사 취임
- 2013년 2월 28일 : 학생식당 준공(연면적 899m2)
- 2013년 5월 22일 : 오천홀 준공(연면적 945.4m2)
- 2023년 4월 7일 : 학교법인 성산학원 제6대 이사장 김순옥 여사 취임
- 2024년 2월 6일 : 제43회 졸업생 259명 배출(누계 32,751명)
- 2024년 3월 4일 : 제52회 입학식(331명)
- 2024년 9월 1일 : 제13대 김계영 교장 취임

## 참고 자료
- 서문여자고등학교 - 한국교육학술정보원 학교알리미